# シュピッタール・アン・デア・ドラウ郡

シュピッタール・アン・デア・ドラウ郡
Bezirk Spittal an der Drau

シュピッタール・アン・デア・ドラウ郡（シュピッタール・アン・デア・ドラウぐん、独: Bezirk Spittal an der Drau）は、オーストリアのケルンテン州にある郡（Bezirk; 行政管区とも訳される）。単にシュピッタール郡（Bezirk Spittal）と呼ばれることもある。郡庁所在地はシュピッタール・アン・デア・ドラウ。
ケルンテン州の北西部に位置する。東でシュタイアーマルク州のムーラウ郡およびケルンテン州のフェルトキルヒェン郡と、南東でフィラッハ＝ラント郡と、南西でヘルマゴール郡と、西でチロル州のリエンツ郡（東チロル）と、北でザルツブルク州のツェル・アム・ゼー郡・ザンクト・ヨーハン・イム・ポンガウ郡・タムスヴェーク郡と接する。
シュピッタール・アン・デア・ドラウ郡には以下の33の市町村（Gemeinde; ゲマインデ）がある。そのうちシュピッタール・アン・デア・ドラウとラーデンタインおよびグミュント・イン・ケルンテンが市（Stadt）に、10自治体が町（Marktgemeinde; 市場町）に指定されている。
- バート・クラインキルヒハイム Bad Kleinkirchheim
- バルトラムスドルフ Baldramsdorf
- ベルク・イム・ドラウタール Berg im Drautal
- デラッハ・イム・ドラウタール Dellach im Drautal
- フラタッハ Flattach
- グミュント・イン・ケルンテン Gmünd in Kärnten （市）
- グライフェンブルク Greifenburg （町）
- グロースキルヒハイム Großkirchheim
- ハイリゲンブルト Heiligenblut
- イルシェン Irschen
- クレーブラッハ＝リント Kleblach-Lind
- クレムス・イン・ケルンテン Krems in Kärnten
- レンドルフ・イム・ドラウタール Lendorf im Drautal
- ルルンフェルト Lurnfeld （町）
- マルニッツ Mallnitz
- マルタ Malta
- ミルシュタット Millstatt （町）
- メルチャッハ Mörtschach
- ミュールドルフ Mühldorf
- オーバードラウブルク Oberdrauburg （町）
- オーバーフェラッハ Obervellach （町）
- ラーデンタイン Radenthein （市）
- ランゲルスドルフ Rangersdorf
- ライセック Reißeck
- レンヴェーク・アム・カッチュベルク Rennweg am Katschberg （町）
- ザクセンブルク Sachsenburg （町）
- ゼーボーデン Seeboden （町）
- シュピッタール・アン・デア・ドラウ Spittal an der Drau （市）
- シュタル Stall
- シュタインフェルト Steinfeld （町）
- トレベジング Trebesing
- ヴァイセンゼー Weissensee
- ヴィンクレルン Winklern （町）